# Ruel Fox
Ruel Adrian Fox (ur. 14 grudnia 1968 w Ipswich), piłkarz angielski, a także trener piłkarski.
W latach 1986–2002 grał w lidze w klubach Norwich City, Newcastle United, Tottenham Hotspur i West Bromwich Albion. Pod koniec swojej kariery grał dla reprezentacji Montserratu, jednej z najniżej klasyfikowanych drużyn w rankingu FIFA (w 2002, w dniu finału Mundialu w Korei i Japonii, rozegrano towarzyski mecz między dwiema najniżej wówczas sklasyfikowanymi przez FIFA reprezentacjami; Montserrat uległ Bhutanowi 0:4).
W 2004 roku Fox pełnił funkcję selekcjonera Montserratu.